# Brig-Furka-Disentis-Bahn
Die Brig-Furka-Disentis-Bahn (BFD) war eine Schweizer Bahngesellschaft.

## Vorgeschichte
Schon seit Mitte des 19. Jahrhunderts gab es erste Bestrebungen, die Gebiete rund um die Furka eisenbahntechnisch zu erschließen. Ein Bahnprojekt von Roman Abt aus dem Jahr 1886 sah bereits eine Eisenbahn vor, die von Brig ins Furkagebiet führen sollte. Abt dachte dabei an eine Normalspurbahn mit Zahnstange. Durch einen Tunnel hätte das Goms mit Airolo verbunden werden sollen. Die Konzession für dieses Bahnprojekt wurde erteilt, der Plan wurde jedoch nie umgesetzt. Um die Jahrhundertwende kamen weitere Ideen mit Bahnprojekten rund um das Furkagebiet auf, die jedoch nicht umgesetzt wurden. Teilweise wurde auch diesen Projekten eine Konzession erteilt.

## Entstehungsgeschichte der Brig-Furka-Disentis-Bahn

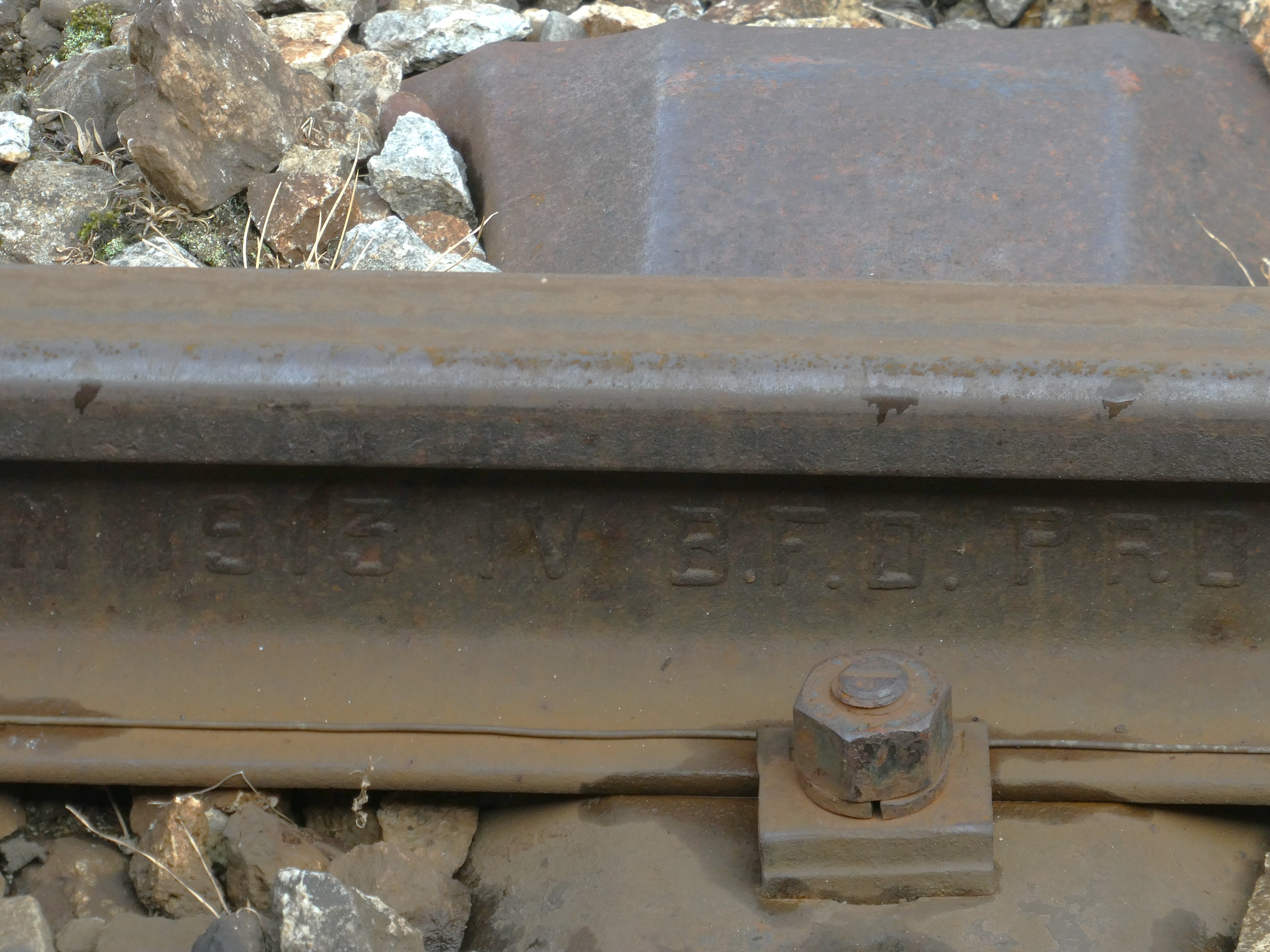
Noch immer sind BFD-Schienen mit BFD-Prägung im Einsatz. Aufgenommen auf der Furka-Bergstrecke der DFB.

1906 kam ein Plan der Elektrizitätsgesellschaft Alioth, die in Münchenstein ansässig war, auf. Sie sah eine Schmalspurbahn mit Zahnstangenabschnitten vor. Auch andere befassten sich mit der Planung einer Bahn durch das Furkagebiet, hauptsächlich die Zürcher Ingenieure Müller und Zeerleder sowie der Eisenbahnfachmann Thormann. Nach längerer Zeit konnten sich die verschiedenen Planer einigen. Man hatte eine elektrische Eisenbahn von Brig nach Gletsch vorgesehen. Für den Bau und Betrieb dieser Bahn erhielten Xaver Imfeld, Roland Zehnder (damaliger Direktor der MOB) und die Firma Alioth im Juni 1907 eine eidgenössische Konzession. Die Verbindung Gletsch bis Disentis sollte von einer anderen elektrischen Schmalspurbahngesellschaft erstellt werden. Die Konzession für diese Bahn wurde im Oktober 1908 an die Herren Müller, Zeerleder, Thommen, Gobat und auch wieder die Firma Alioth übertragen. Die beiden Parteien fanden sich zusammen und gründeten am 17. Mai 1910 die «Compagnie suisse du Chemin de fer de la Furka (Brig-Furka-Disentis)» mit Sitz in Bern nach schweizerischem Recht.
Die Mehrheit des Aktienkapitals lag bald in französischen Händen. Die wichtigste Figur war hierbei der Graf d’Ormesson, der Verwaltungsratspräsident. Die französischen Kapitalgeber stellten den Verwaltungsrat nach ihrem Ermessen zusammen und beauftragten die Pariser «Société des Batignoles» mit der Generalleitung des Baus. Bald darauf kam es zum Streit mit den ursprünglichen Initianten der Bahn, die sich in der Minderheit fühlten. Jetzt sollte nicht mehr eine elektrische, sondern eine dampfbetriebene Schmalspurbahn gebaut werden. Zudem sollte das Zahnstangensystem Hanscotte anstelle eines Schweizer Systems gewählt werden. Die maximale Steigung sollte dabei 90 Promille betragen. Die eidgenössischen Behörden hatten keine Freude an den Änderungen, jedoch konnten sie sich nicht widersetzen, da alles rechtmäßig war. Das Militärdepartement konnte schließlich doch noch das Zahnstangensystem Abt durchsetzen. Dies erlaubt größere Steigungen bei gleicher Leistungsfähigkeit. Dort, wo die Streckenplanung noch nicht kurz vor dem Ende stand, konnte man deshalb noch Abschnitte mit Steigungen bis zu 110 Promille einplanen. Ebenso kann mit dem Zahnstangensystem Abt schneller gefahren werden als mit dem System Hanscotte.
Am 22. Juni 1911 begannen die Bauarbeiten (Spatenstich Naters), im Juli 1911 wurde dann der Bau des Furka-Scheiteltunnels in Angriff genommen. Der Vortrieb erfolgte von beiden Seiten. Auch im Winter wurde am Furka-Scheiteltunnel gearbeitet, die Arbeiter verbrachten den Winter abgeschnitten von der Außenwelt in Baracken auf der Seite Muttbach-Belvédère. Durch mehrere Lawinen kamen dabei Arbeiter ums Leben. 1912 arbeiteten 3000 Arbeiter an der gesamten Strecke. Am 30. Juni 1914 wurde der Abschnitt Brig-Gletsch eingesegnet und eröffnet. Wegen des Beginns des Ersten Weltkrieges wurde der fahrplanmäßige Betrieb erst 1915 aufgenommen. Mit dem Beginn des Ersten Weltkrieges waren die französischen Kapitalgeber nicht mehr sonderlich an weiteren finanziellen Zuschüssen interessiert. Mit dem Kriegseintritt Italiens 1915 fehlten plötzlich viele Arbeitskräfte. Darüber hinaus kam es zu Mängeln an den Baustoffen. Ende Mai 1915 mussten deshalb alle Bauarbeiten auf der Strecke eingestellt werden. Später konnten sie wieder aufgenommen werden. Am 25. September 1915 fand der Durchstich des Furka-Scheiteltunnels statt. Im Mai 1916 stürzte aufgrund einer Lawine die Steffenbachbrücke ein. Kurz darauf, im Sommer 1916 musste die BFD alle Bauarbeiten einstellen, da das Budget von 38 Millionen Franken aufgebraucht war. Als Folge wurde der Bauvertrag mit der «Société des Batignoles» Anfang 1917 aufgelöst. 1917 wurde zudem die Strecke Oberwald-Gletsch durch eine zerstörte Brücke aufgrund einer Lawine unterbrochen. In einer außerordentlichen Generalversammlung im Februar 1918 wurde beschlossen, dass man einen Nachlassvertrag beim Bundesgericht erstreben will. Dies wurde bewilligt. Im Dezember 1918 unterstützte die Eidgenossenschaft die BFD mit 200'000 Franken. Mit dieser Hilfe und der Hilfe des Kantons Wallis konnte der Verkehr Brig bis Oberwald bzw. Gletsch (nur im Sommer bis Gletsch) werktags aufrechterhalten werden. Dabei verkehrte jedoch nur ein Zugpaar.

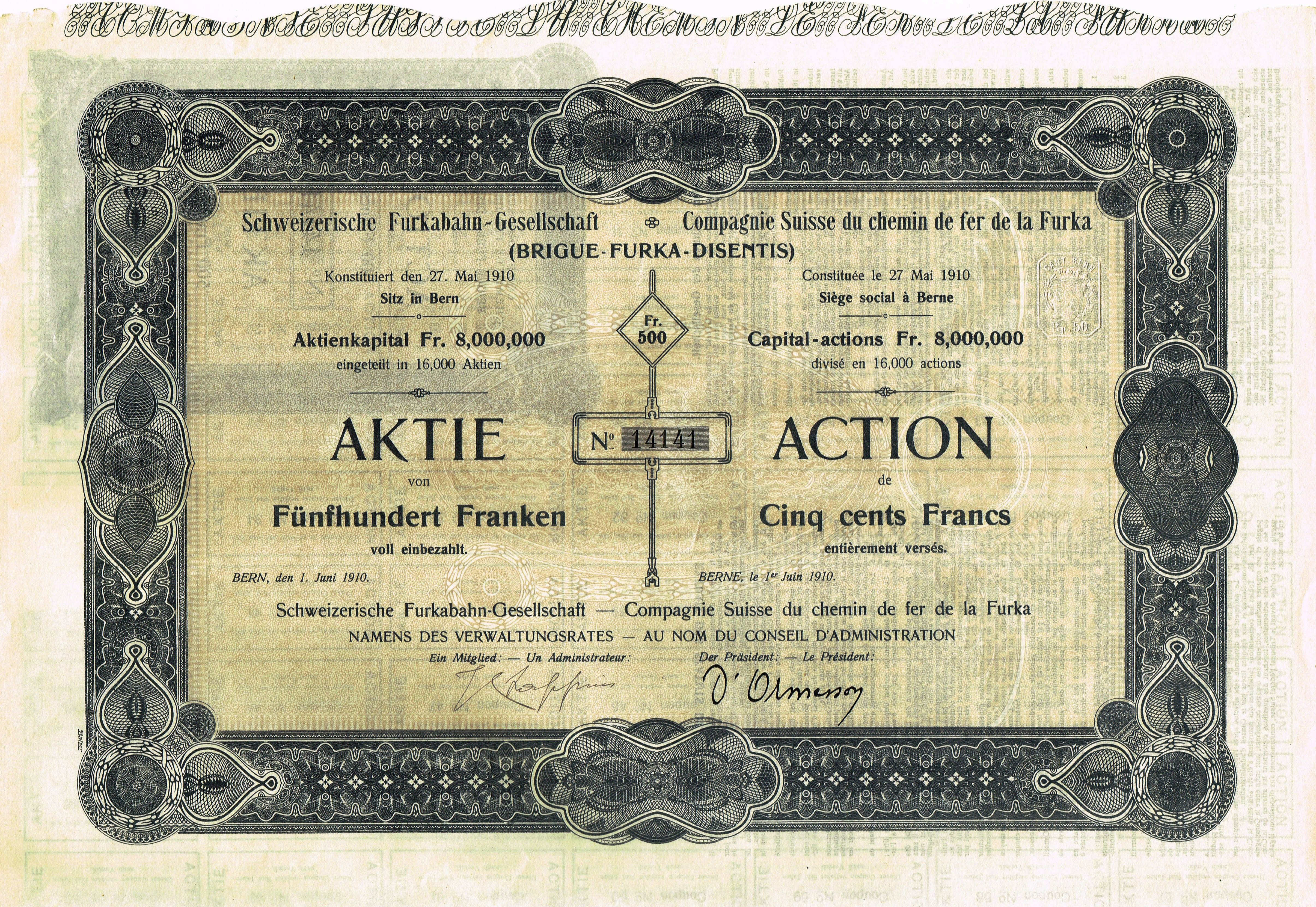
Aktie der BFD.

Die BFD-Direktion suchte weiterhin händeringend um Zuschüsse. Sogar der Bundesratspräsident Haab unterbreitete einen konkreten Vorschlag zur Rettung der Bahn. Dieser Versuch führte jedoch nicht zur Rettung der BFD. Man beschloss noch die Reduktion des Aktienkapitals von 8'000'000 Franken auf 800'000 Franken, der Konkurs wurde jedoch unvermeidlich. Im Dezember 1923 musste die BFD Konkurs anmelden. Der Bahnbetrieb konnte dank Hilfe des Bundes und des Kantons Wallis noch kurzzeitig aufrechterhalten werden. 1925 ersteigerte eine Interessensgruppe aus der Schöllenenbahn, der Visp-Zermatt-Bahn, der Rhätischen Bahn, dem Kanton Wallis, dem Kanton Waadt, dem Kanton Graubünden, dem Kanton Uri und weiteren die ganze Strecke, das Rollmaterial und alles Land für 1,75 Mio. Franken. Am 17. April 1925 wurde dann die Nachfolgegesellschaft, die Furka-Oberalp-Bahn, gegründet, die den oben genannten Gesellschaften und Kantonen gehörte, kurze Zeit später stieg auch der Bund ein. Ebenso bestand auch ein grosses militärisches Interesse an der Bahn, was auch ein Grund dafür war, warum man die Bahnstrecke rettete. Die Furka-Oberalp-Bahn war es dann auch, welche den Verkehr auf der ganzen Strecke 1926 aufnahm. Besonders hervorzuheben ist dabei Herr Marguerat, der damalige Direktor der VZ, der für die Rettung der Bahnstrecke sehr wichtig war.

## Rollmaterial

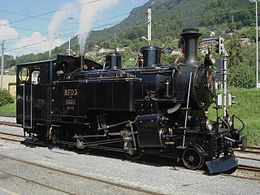
Eine HG 3/4 der Blonay-Chamby-Bahn im Farbkleid der BFD.

Die BFD bestellte zehn Dampflokomotiven des Typs HG 3/4. Sie wurden von der SLM in Winterthur gebaut und ab 1913 abgeliefert. Weiter bestellte die BFD zehn Zweiachser und 20 Drehgestellwagen und 10 Gepäck-/Postwagen bei der SIG in Neuhausen. Die 30 Güterwagen wurden vorwiegend von der «Chantiers de la Buire» aus Frankreich hergestellt. Manche Güterwagen konnten auch von der RhB übernommen werden. Das Rollmaterial ging nach dem Konkurs der BFD auf die FO über und manche Fahrzeuge sind heute noch vorhanden.